# Raymond III des Baux
Pour les articles homonymes, voir Raymond.
 (juin 2021).
Raymond III des Baux (mort en 1321), 2e comte d'Avellin, 10e seigneur des Baux, fils de Bertrand II et petit-fils de Barral Ier des Baux, était un seigneur provençal.

## Biographie
Raymond devint grand sénéchal de Provence en 1283, après avoir hérité de son père du titre de comte d'Avelin. Il fut tour à tour nommé commandant de la flotte royale et capitaine générale de la cavalerie.
Une source (Chazot) indique qu'il a pu porter le titre de comte de Soleto, mais aussi capitaine général des armées du roi Charles II de Naples. 
Sa valeur fut appréciée par le comte de Provence et roi de Sicile Charles d'Anjou au point que ce dernier, ayant choisi cent chevaliers pour le seconder dans le duel convenu avec le roi d'Aragon, le nomma en première ligne.
En 1321, alors qu'il campait avec 500 cavaliers provençaux en Calabre, et après s'être abondamment diverti durant la journée, un détachement du roi d'Aragon surprit son armée la nuit venue. Dans le tumulte du combat, Raymond fut tué par les siens qui ne l'avaient pas reconnu. Son frère Bertrand lui succéda à la tête de la maison des Baux.[réf. nécessaire]

## Mariage et descendance
Concernant ses épouses, il demeure une certaine confusion.
Une première hypothèse avancée par Chazot, indique qu'il aurait épousé en 1272 en premières noces, Jeanne, fille de Jean Britaud, seigneur de Nangis, morte sans postérité, puis en secondes noces, Etiennette de l'Estandard, qui vivait veuve en 1327 et en 1355.
Le Père Anselme propose que sa seconde épouse aurait été Stéphanie de l'Estandard. Mais il rejoint La Chesnaye pour une première candidate maritale en Rambaudette de Simiane, dame héritière de Gordes, fille de Giraud IV de Simiane, seigneur d'Apt et de Caseneuve, morte sans descendance entre 1267 et 1272.
Enfin, Scipione Ammirato, qu'il a épousé Giovanna Bertaldina, fille de Giovanni Bertaldo.
Cependant, il eut les descendants suivants :
- Hugues IV des Baux
- Béatrice des Baux, mariée à Guy de la Tour, dauphin d'Auvergne, baron de Montauban, fils d'Humbert I de la Tour du Pin et de Anne, dauphine d'Auvergne, comtesse d'Albon dite dauphine du Viennois
- Philippa des Baux, mariée le 28 février 1327 à Guéric de Châteauneuf, seigneur d'Apt ou selon une autre source, le 28 février 1327 Guérin VI, seigneur d'Apchier, fils de Guérin V, seigneur d'Apchier et de Gaussende de Narbonne
- Sybille des Baux, mariée à Aymar IV de Poitiers, comte de Valentinois et de Diois puis à Hypolyte de Bourgogne
- Alasie des Baux, encore vivante en 1367, mariée le 21 juin 1323 à Fouquet d'Agoult, seigneur de Sault
- Sybille, morte avant 1362, mariée le 9 juin 1339 à Jacques de Savoie, prince d'Achaïe